# 板橋作美
板橋 作美（いたばし さくみ、1948年 ‐ ）は、日本の文化人類学者。専門は宗教人類学、日本の俗信（迷信）の論理に関する研究。ある社会の食物の禁忌などについても論じている。

## 略歴
東京都生まれ。東京大学教養学部教養学科文化人類学分科卒業。東京大学大学院社会学研究科修士課程修了。東京大学助手、山口大学講師、東京医科歯科大学助教授を経て、東京医科歯科大学教養部教授。

## 著書
- 『人類学』（共著）（東海大学出版会）
- 『民俗学への招待』（共著）（大和市教育委員会）
- 『レヴィ=ストロース』（共著）（清水書院）
- 『俗信の論理』（東京堂出版）
- 『占いの謎』（文春新書）